# Solekorrar
Solekorrar (Heliosciurus) är ett släkte i ekorrfamiljen som förekommer i afrikanska skogar och savanner. Namnet syftar på deras vana att sola sig på trädens högsta grenar.
Beroende på art är pälsfärgen gulaktig, olivfärgade, grå brun eller svart. Undersidan är vitaktig, gul eller rödbrun. Hos några arter är korta avsnitt av håren gulbruna eller vitbruna vad som ger ett spräckligt utseende. Kroppslängden ligger mellan 15 och 25 centimeter och därtill kommer en 15 till 30 centimeter lång svans. Vikten varierar mellan 200 och 400 g.
Solekorrar är huvudsakligen aktiva vid skymningen och gryningen. De kommer ibland ner till marken men flyttar tillbaka till trädet vid minsta störning. Vid större fara klättrar de till trädets krona. De gömmer sig i trädets håligheter och bygger där ofta bon med hjälp av blad. Individerna lever främst ensamma men de är inte aggressiva mot artfränder. Solekorrar har olika varningsläten. Honan föder en till fem ungar per kull.
Liksom de flesta ekorrarna består solekorrarnas föda främst av frön, nötter och frukter men de äter även insekter och fågelägg. De hotas själv av olika rovdjur som genetter och leopardmård. Ungar solekorrar faller ibland offer för råttor, ormar och vandringsmyror. För att undvika dessa faror stänger honan bons ingång med kvistar men det hjälper sällan mot myror. Närmar sig vandringsmyror flyttar honan till ett annat ställe med ungarna i munnen.
Enligt Wilson & Reeder skiljs mellan 6 arter:
- Bergssolekorre[3] (Heliosciurus ruwenzorii) ( Schwann 1904), bergstrakten Ruwenzori
- Gambiansk solekorre (Heliosciurus gambianus) ( Ogilby 1835), västra, centrala och östra Afrika
- Heliosciurus punctatus ( Temminck 1853), Liberia, Elfenbenskusten, Ghana
- Rödbent solekorre[3] (Heliosciurus rufobrachium) ( Waterhouse 1842), västra, centrala och östra Afrika
- Heliosciurus mutabilis ( Peters 1852), östra Afrika
- Heliosciurus undulatus ( True 1892), Kenya, Tanzania

Heliosciurus punctatus räknas av andra zoologer som underart till Gambiansk solekorre. Många arter är mycket variabla i utseende. Av Gamiansk solekorre listas till exempel omkring 15 underarter som alla har en annan pälsfärg. Ofta är skillnaden mellan art och underart svårt att bestämma. Grzimeks Tierleben nämner till exempel inga arter alls utan förtecknar 52 olika former i släktet.